# Copa de Honor Cousenier

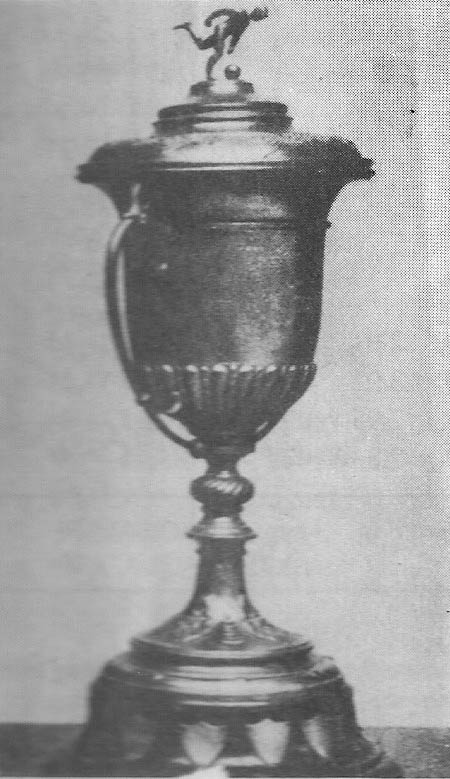
Il trofeo assegnato al vincitore

La Copa de Honor Cousenier fu un torneo internazionale di calcio di cui furono giocate 13 edizioni tra club dell'Argentina e dell'Uruguay tra il 1905 e il 1920.

## Storia
La Copa de Honor Cousenier fu creata dalla fabbrica di liquori Cousenier; il regolamento prevedeva che si incontrassero, a Montevideo, delle squadre appartenenti alle federazioni calcistiche di Argentina e Uruguay. La prima edizione fu giocata nel 1905 e l'ultima si svolse nel 1920.

## Albo d'oro
- 1905  Nacional
- 1906  Alumni
- 1907  Belgrano Athletic
- 1908  Montevideo Wanderers
- 1909  CURCC
- 1910  non completata
- 1911  Central Uruguay Railway Cricket Club
- 1912  River Plate de Montevideo
- 1913  Racing Club
- 1914  Nacional[1]
- 1915  Nacional
- 1916  Nacional
- 1917  Nacional
- 1918  Peñarol
- 1919 non giocata
- 1920  Boca Juniors

## Statistiche

### Vittorie per club
- 4:  Nacional[2]
- 3:  Peñarol (CURCC)
- 1:  Alumni,  Belgrano Athleic,  Montevideo Wanderers,  River Plate de Montevideo,  Racing Club,  Boca Juniors

### Vittorie per nazione
- Argentina: 4
- Uruguay: 9[2]